# Rozea andrieuxii
Rozea andrieuxii là một loài rêu trong họ Entodontaceae. Loài này được Müll. Hal. Besch. mô tả khoa học đầu tiên năm 1872.